# HD206677
HD206677 — хімічно пекулярна зоря спектрального класу
A4 й має  видиму зоряну величину в смузі V приблизно  6,0.
Вона  розташована на відстані близько 170,9 світлових років від Сонця.

## Фізичні характеристики
Зоря HD206677 обертається 
досить швидко 
навколо своєї осі. Проєкція її екваторіальної швидкості на промінь зору становить  Vsin(i)=128км/сек.